# قانون نفقة الطفل لعام 1991
قانون نفقة الطفل هو قانون صادر عن البرلمان النيوزيلندي تم تمريره في عام 1991.
وقد تم تمرير هذا القانون لإصلاح التشريعات الخاصة بمدفوعات الإعالة الأسرية التي كان يُنظر إليها في هذا الوقت على أنها عديمة الجدوى.
وقد مكن التشريع الجديد الآباء الحاصلين على الوصاية ومقدمي الرعاية من التقدم مباشرة إلى إدارة الإيرادات الداخلية للحصول على المساعدة في جمع والحصول على مدفوعات نفقة الطفل التي كانت مستحقة على أحد الوالدين المسؤولين، بدلاً من الحاجة إلى عقد جلسة استماع بالمحكمة.

## وصلات خارجية
- Child Support Act on New Zealand Legislation